# Eucyclops demacedoi
Eucyclops demacedoi – gatunek widłonoga z rodziny Cyclopidae, nazwa naukowa gatunku została po raz pierwszy opublikowana w 1957 roku przez szwedzkiego zoologa Knuta Lindberga.